# Múa ba lê

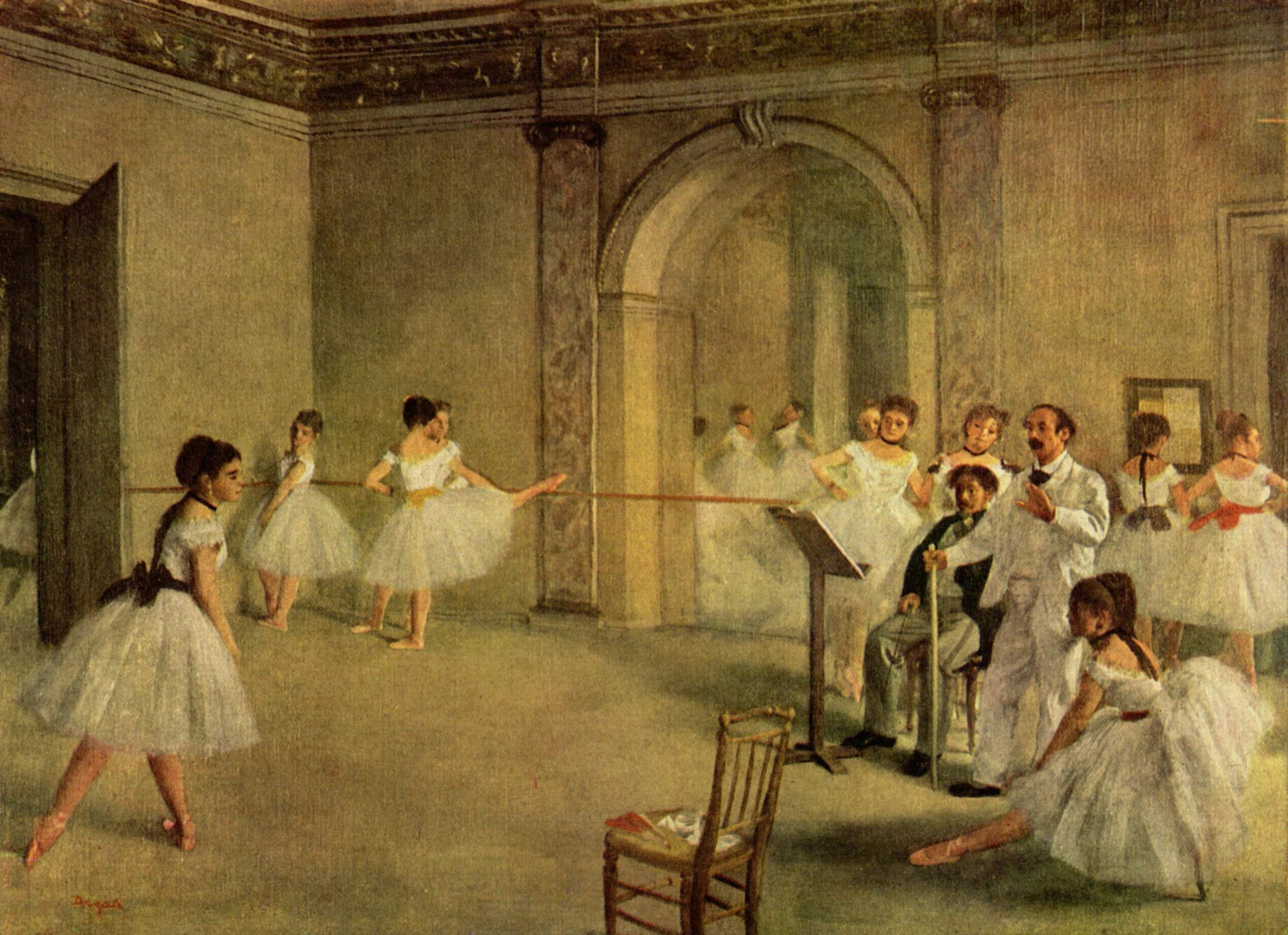
Bức tranh các vũ công múa ba-lê của Edgar Degas, 1872.

Múa ba lê (hay múa ballet, bắt nguồn từ từ tiếng Pháp ballet /balɛ/) là một loại hình vũ kịch có nguồn gốc xuất xứ từ triều đình Ý và được phát triển tại Pháp, Nga, Mỹ và Anh thành dạng múa phối hợp. Đây là một dạng múa kỹ thuật hình thể với ngôn từ riêng của mình. Loại hình nghệ thuật này có tầm ảnh hưởng toàn cầu và được giảng dạy tại các trường múa trên khắp thế giới. Múa ballet được dàn dựng bao gồm nhạc (được dàn nhạc biểu diễn nhưng đôi khi được ca sĩ hát), lời ca, và diễn xuất của dàn múa. Loại hình biểu diễn Múa ballet cổ điển nổi tiếng nhất là ballet cổ điển với động tác uyển chuyển và chính xác. Sau này biến thể của ballet cổ điển có múa ballet tân cổ điển và múa ballet đương đại.
Về mặt từ nguyên, từ ba-lê trong tiếng Việt lấy từ tiếng Pháp "ballet", từ tiếng Pháp này cũng được tiếng Anh vay mượn vào khoảng thế kỷ 17. Nguyên gốc của ballet là từ tiếng Ý balletto, một dạng nói giảm của ballo (múa). Ballet lại có từ nguyên sâu xa hơn từ tiếng Latin ballere, có nghĩa là múa.

## Lịch sử
Nước Ý là quê hương của hát opera, ballet Ý thời Phục Hưng ra đời nhằm phục vụ cho các lễ cưới hoàng gia và của tầng lớp quý tộc. Trong giai đoạn này, người châu Âu đặc biệt quan tâm đến học vấn và các loại hình nghệ thuật. Cùng lúc đó, thương mại và buôn bán cũng rất phát triển, Các thành phố của Ý trở thành những trung tâm nghệ thuật cũng như thương mại của châu Âu. Catherine de Médicis, người Florence, kết hôn với Henri II, trở thành hoàng hậu của nước Pháp vào năm 1547. Bà đã giới thiệu tới triều đình Pháp loại hình giải trí được biết đến tại Italia. Năm 1661, Louis XIV (Vua mặt trời) thành lập Học viện Múa Hoàng gia (Academie Royale de Danse) nhằm đào tạo các vũ công chuyên nghiệp để biểu diễn cho ông và triều đình. Thời kỳ này chỉ có nam vũ công. Để thể hiện vai nữ, các diễn viên nam sẽ mặc trang phục nữ, đeo mặt nạ và đội tóc giả. Chỉ đến vở ba-lê Le Triomphe de l'Amour (The Triumph of Love) năm 1681 nữ vũ công mới bắt đầu tham gia vào ba-lê. Từ mô hình của Pháp, trường ballet Hoàng gia Nga (Russian Imperial Ballet - hiện nay là Kirov Ballet) được thành lập năm 1738 tại St. Petersburg, sau này trở thành một trong số học viện ballet vĩ đại nhất thế giới, và đoàn Ballet Hoàng gia Đan Mạch năm 1748. Ballett thời kỳ lãng mạn coi phụ nữ là thực thể lý tưởng và, lần đầu tiên trong lịch sử ba-lê, họ được trao cho một vị trí quan trọng hơn hẳn so với nam giới. Nam diễn viên chỉ có vai trò phụ trên sân khâu nhằm nâng đỡ cho các ballerina và cho khán giả thấy họ không trọng lượng ra sao. Sau năm 1850, ba-lê tại Pháp rơi vào thời kỳ thoái trào, trong khi lại thăng hoa tại Nga, nhờ vào sự đóng góp của những bậc thầy ba-lê như August Bournonville, Jules Perrot, Arthur Saint-Léon, Enrico Cecchetti và Marius Petipa. Nửa sau thế kỷ 19, trung tâm thế giới ballet chuyển từ Pháp sang Nga. Một trong những người tạo ra kỷ nguyên vàng cho trường ballet Hoàng gia Nga và đóng vai trò lớn trong việc biến St. Petersburg trở thành kinh đô của ballett thế giới là Marius Petipa. Đoàn ballet của St. Petersburg là nơi đào tạo ra những diễn viên ballet vĩ đại nhất của mọi thời, trong đó nổi bật lên là cái tên Anna Pavlova.